# Licking County
Licking County er et county i den amerikanske delstat Ohio.

## Demografi
Ifølge folketællingen fra 2000 boede der 146.491 personer i amtet. Der var 55.609 husstande med 40.149 familier. Befolkningstætheden var 82 personer pr. km². Befolkningens etniske sammensætning var som følger: 95.64% hvide, 2.06% afroamerikanere, 0.30% indianere, 0.58% asiater, 0,02% fra Stillehavsøerne, 0.30% af anden oprindelse og 1.10% fra to eller flere etniske grupper.
Der var 55.609 husstande, hvoraf 34.40% havde børn under 18 år boende. 58.50% var ægtepar, som boede sammen, 10.00% havde en enlig kvindelig husejer som beboer, og 27.80% var ikke-familier. 23.10% af alle husstande bestod af individer, og i 9.10% var der en beboer, som boede alene og var 65 år eller ældre.
Gennemsnitsindkomsten for en hustand var $44,124 årligt, mens gennemsnitsindkomsten for en familie var på $51.969 årligt.